# 日本ドストエフスキー協会
日本ドストエフスキー協会（にほんドストエフスキーきょうかい、英語: Dostoevsky Society of Japan、略称: DSJ）は、19世紀ロシア文学の作家・フョードル・ドストエフスキー（1821～1881年）の研究者および、ドストエフスキー文学を愛する人々を結ぶ非営利の学術ネットワーク。

## 概要
2017年4月に設立され、シンポジウム、セミナー、講演会、ホームページ等の活動を通し、世界のドストエフスキー・ファンとの輪を広げることを目的としている。本部は、名古屋外国語大学に置かれている。
初代会長は、亀山郁夫（名古屋外国語大学長、東京外国語大学名誉教授、元東京外国語大学長）、副会長は、望月哲男（北海道大学名誉教授、国際ドストエフスキー学会副会長、中央学院大学教授ほか）、顧問として、デボラ・マルティンセン（コロンビア大学教授）、リュドミラ・サラスキナ（ロシア国立芸術学研究所上級研究員）。